# 南旺湖
南旺湖是中华人民共和国山东省济宁市汶上县歷史上的一個湖泊。
南旺湖最初為大野澤的一部分。後大野澤逐漸乾涸。元朝至元二十年（1293年），济州河南北向穿过南旺湖，将其一分为二。运河西仍称南旺湖，周九十里。运河东称南旺东胡，周近一百里:59。
明朝永樂年間，修建南旺水利枢纽。當時人們鑄戴村壩引大汶河流入南旺湖。同時會通河與大汶河（或说是新开辟的小汶河:56）將南旺湖一分為三，會通河以東又名蜀山湖，會通河以東大汶河以北為馬踏湖。會通河以西依舊為南旺湖。三個湖泊統稱南旺湖。南旺湖、蜀山湖、马踏湖、马场湖、安山湖统称为“北五湖”，为南旺水利枢纽的“水柜”:59。後南旺湖與馬踏湖消失。